# Zarośnięcie zastawki trójdzielnej
Zarośnięcie zastawki trójdzielnej, atrezja zastawki trójdzielnej (łac. atresia tricuspidalis) – wrodzona sinicza wada serca charakteryzującą się niedrożnością zastawki przedsionkowo-komorowej związanej z morfologicznie prawą komorą serca wskutek braku lub zarośnięcia ujścia zastawki trójdzielnej. Wadzie towarzyszy ubytek przegrody międzyprzedsionkowej, powiększenie pierścienia zastawki dwudzielnej, powiększenie lewej komory i hipoplazja prawej komory. Wada jest przedstawicielem fizjologii serca jednokomorowego. Ponieważ komora systemowa jest morfologiczną lewą komorą, pacjenci z atrezją zastawki trójdzielnej  mają zwykle lepsze rokowanie w porównaniu z innymi wadami o fizjologii serca jednokomorowego.

## Epidemiologia
Stanowi około 1% – 3% wszystkich wad serca. Jest trzecią co do częstości wadą siniczą serca po tetralogii Fallota i przełożeniu wielkich pni tętniczych.

## Klasyfikacja
Atrezja zastawki trójdzielnej dzieli się na kilka typów w zależności od rodzaju połączeń komorowo-tętniczych oraz na podtypy w zależności od ukrwienia płuc.
- Typ I – z prawidłową relacją wielkich pni tętniczych w stosunku do komór, 70% przypadków:
  - Typ IA – zarośnięcie pnia tętnicy płucnej, bez ubytku przegrody międzykomorowej i hipoplazją komory prawej – dopływ krwi do płuc odbywa się przez drożny przewód tętniczy i kolaterale aortalno-płucne (ang. major aortopulmonary collateral arteries). Klinicznie dominuje hipoksemia i kwasica, sinica, nie występuje niewydolność krążenia.
  - Typ IB – zwężenie pnia płucnego, z ubytkiem przegrody międzykomorowej, zastawka pnia płucnego zwykle jest dwupłatkowa, przepływ płucny jest skąpy, sinica znacznie nasilona.
  - Typ IC – bez zwężenia pnia płucnego, krew przepływa przez duży ubytek przegrody międzykomorowej do pnia płucnego. Jeśli przepływ płucny jest zwiększony może dojść do wczesnego rozwoju niewydolności serca. W części przypadków z wiekiem następuje zmniejszanie się ubytku międzykomorowego co jest równoznaczne ze zmniejszeniem przepływu płucnego, rozwojem niewydolności serca, pogorszeniem utlenowania krwi i rozwojem sinicy.

- Typ II – z całkowitym przełożeniem wielkich pni tętniczych:
  - Typ IIA – z zarośnięciem pnia płucnego, przewód tętniczy jest niewystarczający do zapewnienia perfuzji płuc.
  - Typ IIB – zwężenie pnia płucnego.
  - Typ IIC – bez zwężenia pnia płucnego, z niewydolnością serca.

## Objawy kliniczne
Objawy kliniczne zależą od anomalii anatomicznych.
- Pacjenci ze zmniejszonym przepływem płucnym – u takich pacjentów przepływ płucny zależy od przecieku przez ubytek przegrody międzykomorowej i drożny przewód tętniczy oraz stan lewej komory. Dominującym objawem jest sinica, która nasila się w momencie zamykania przewodu tętniczego. Występuje duszność i zła tolerancja wysiłku. Przy utrudnieniu odpływu z prawego do lewego przedsionka rozwijają się objawy niewydolności prawokomorowej – pojawia się tętnienie wątroby, żył szyjnych oraz nasila się sinica.
- Pacjenci ze zwiększonym przepływem płucnym – dominują objawy niewydolności serca. Występuje tętnienie żył szyjnych, wątroba jest powiększona i tętniąca, występują uogólnione obrzęki.

U chorych z ubytkiem przegrody międzykomorowej stwierdza się szmer skurczowy wzdłuż lewego brzegu mostka. Zanikanie tego szmeru może być objawem zamykania się ubytku. W przypadku zwężenia zastawki płucnej słyszalny jest szmer śródskurczowy nad tętnicą płucną, ton II jest rozdwojony, w przypadku zarośnięcia pnia ton II jest pojedynczy.

## Diagnostyka
- elektrokardiografia – patologiczny lewogram, przerost lewego przedsionka i lewej komory
- echokardiografia – ocena niedrożności zastawki, wielkości ubytku przegrody międzyprzedsionkowej i międzykomorowej, zwężeń odpływów komór, wielkość przepływów pomiędzy jamami serca
- cewnikowanie serca

## Leczenie
U noworodków z hipoksją ważne jest utrzymanie drożności przewodu tętniczego za pomocą wlewu prostaglandyn. Konieczne bywa wykonanie atrioseptektomii balonowej (zabieg Rashkinda) w celu powiększenia połączenia pomiędzy przedsionkami w celu zwiększenia przecieku prawo-lewego na poziomie przedsionków, jeżeli połączenie między przedsionkami jest niedostateczne. Wykonuje się również wycięcie przegrody międzyprzedsionkowej (operacja Blalock-Hanlon). Anatomiczna korekcja tej wady nie jest możliwa ze względu na hipoplazję prawej komory. Całkowita korekcja wady wymaga leczenia wieloetapowego. Większość pacjentów wymaga operacji paliatywnych, zwiększających lub zmniejszających przepływ płucny. W tym celu wykonywane jest założenie podwiązki na pień płucny (tak zwany banding) i zespolenie systemowo-płucne (połączenie tętnicy podobojczykowej z tętnicą płucną) tuż po urodzeniu. Następnie w 4-6 miesiącu życia wykonuje się dwukierunkowe zespolenie Glenna lub zabieg hemi-Fontan (połączenie żyły głównej górnej z tętnicą płucną i zamknięcie łatką dopływu krwi z prawego przedsionka do żyły głównej).  W trzecim etapie w 2 r.ż. wykonuje się zmodyfikowaną operację Fontana, polegającą na połączeniu żyły głównej górnej i dolnej z tętnicą płucną z ominięciem serca jako pompy dla przepływu płucnego, który zapewniany jest przez ciśnienie panujące w układzie żył głównych. Zapewnia ona oddzielenie krążenia płucnego od ogólnoustrojowego bez obciążania objętościowego lewej komory.

## Rokowanie
Rokowanie u pacjentów nieleczonych jest złe – 50% z nich umiera do 6 miesiąca życia, około 75% do 1 roku życia.